# 圖爾卡 (伊凡諾-法蘭科夫斯克州)
圖爾卡（羅馬化：Turka）是烏克蘭西部伊萬諾-弗蘭科夫斯克州科洛梅亞區普亞迪基市鎮的村莊，分別距離霍羅登卡約37公里、州府伊萬諾-弗蘭科夫斯克約70公里及車尼夫契約88公里，始建於1400年，面積47.3平方公里，海拔高度335米，2022年人口2,361，人口密度每平方公里52.7人。